# Кацис
Кацис (нем. Cazis) — коммуна в Швейцарии, в кантоне Граубюнден.
1 января 2010 года в состав коммуны Кацис вошли бывшие коммуны Прец, Сарн, Портайн и Тартар. Входит в состав региона Виамала (до 2015 года входила в округ Хинтеррайн).
Население составляет 1522 человека (на 31 декабря 2006 года). Официальный код — 3661.